# Catocala oberthueri

Catocala oberthueri és una espècie de papallona nocturna de la subfamília Erebinae i la família Erebidae.

## Distribució
Es troba a Espanya, Tunísia, Algèria i Marroc.

## Descripció
Fa 70 mm d'envergadura alar.
Els adults volen de juny a juliol.